# 1131

## Esdeveniments
Resta del món
- Conflicte successori a Jerusalem

## Necrològiques
Països Catalans
- 19 de juliol - Barcelona: Ramon Berenguer III, el Gran, comte de Barcelona i Girona, d'Osona, de Besalú, de Provença i de Cerdanya (n. 1082).

Resta del món
- 4 de desembre - Nixapur, Ariana: Omar Khayyam, poeta, matemàtic, filòsof i astrònom persa (m. 1048).